# Fulvia Rota
Fulvia Rota (geboren im 20. Jahrhundert) ist eine Schweizer Fachärztin für Psychiatrie und Psychotherapie und Präsidentin der Schweizerischen Gesellschaft für Psychiatrie und Psychotherapie.

## Leben und Karriere
Nachdem Fulvia Rota an der Universität Lausanne studiert und 1983 ihr Staatsexamen als Ärztin bestanden hatte, promovierte sie. 1991 beendete sie ihre Facharztausbildung in Psychiatrie und Psychotherapie, seitdem führt sie eine eigene Praxis, dabei konsultiert sie auf Deutsch.
Seit 2003 ist sie Mitglied der Zertifizierungskommission der European Federation for Psychoanalytic Psychotherapy in the Public Sector EFPP. Im Jahr 2011 wurde sie Mitglied des Vorstandes der Schweizerischen Gesellschaft für Psychiatrie und Psychotherapie SGPP, deren Präsidentin sie seit 2020 ist. Zusätzlich zu diesem Amt ist sie auch Co-Präsidentin vom Dachverband Foederatio Medicorum Psychiatricorum et Psychotherapeuticorum (FMPP), der Dachorganisation der psychiatrisch-psychotherapeutisch tätigen Ärztinnen und Ärzte der Schweiz.
Fulvia Rota war auch als Mitglied der Jury des jährlich vom Kanton Zürich ausgelobten This-Priis, eine Auszeichnung für Arbeitgeber, die sich nachdrücklich für die berufliche Integration von Menschen mit Beschränkungen einsetzen.
Sie veröffentlicht besonders im Rahmen der Gesundheit am Arbeitsplatz, so ist sie Mitautorin der BSV-Studie „Gesundheit am Arbeitsplatz, Krankschreibung, Kontakt zum Arbeitgeber – Befragung von Psychiaterinnen und Psychiatern in der Schweiz“ sowie der „Qualitätsleitlinien für versicherungspsychiatrische Gutachten“. Außerdem beschäftigen sich ihre Beiträge in Fachzeitschriften auch mit der Behandlung des Burnout-Phänomens bei Berufstätigen und versicherungspsychiatrische Fragen.